# North American P-64
El North American P-64 va ser un caça lleuger desenvolupat North American Aviation a finals de la dècada de 1930. El disseny original, concebut com un caça lleuger per a l'exportació, tenia la designació de fabricant NA-50 i va ser adquirit pel Perú. La companyia va dissenyar una versió millorada, anomenada NA-68, de la qual les forces aèries de Tailàndia en van encarregar 6 exemplars el 1940. A finals de 1941, quan ja estaven de camí per l'entrega, el govern dels Estats Units va decidir requisar-los, tement que serien utilitzats pels japonesos que estaven a punt d'envair Tailàndia. Llavors van rebre la designació P-64 i van entrar en servei desarmats com a avions d'entrenament.

## Historial de servei

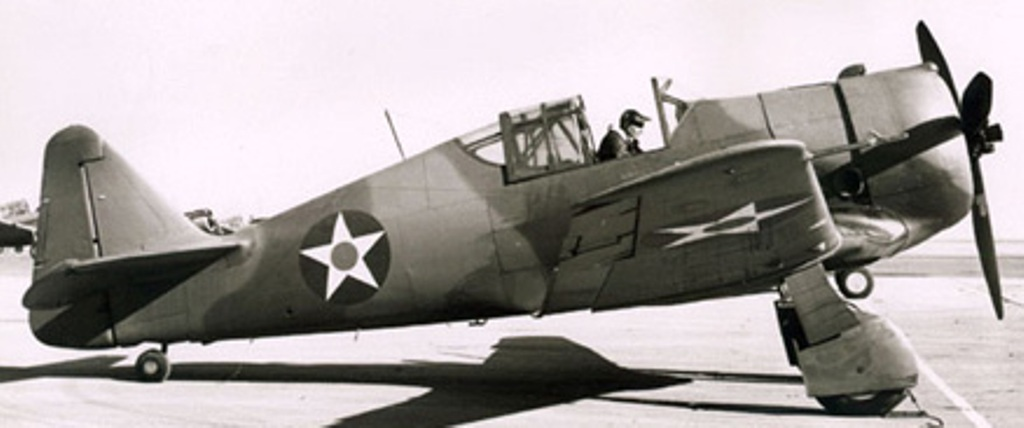
P-64 dels Estats Units

Les forces aèries del Perú van adquirir set NA-50 el 1938. Els avions en servei amb el Perú estaven equipats amb suports sota el buc per transportar i llançar bombes lleugeres. Aquests aparells van ser utilitzats durant la Guerra Equador-Perú, iniciant missions de suport a l'exèrcit de terra peruà el juliol de 1941.

## Operadors
Perú
- Forces Aèries del Perú

 Estats Units
- Forces Aèries de l'Exèrcit dels Estats Units

## Característiques tècniques (NA-68/P-64)
Dades de The American Fighter:

### Característiques generals
- Tripulació: Un pilot
- Longitud: 8,23 m
- Envergadura alar: 11,35 m
- Alçada: 2,74 m
- Superfície alar: 21,18 m²
- Pes en buit: 2.114 kg
- Pes carregat: 2.717 kg
- Pes màxim a l'envol: 3.084 kg
- Capacitat de combustible: 643 L
- Motor: 1 motor radial Wright R-1820-77. De 9 cilindres i refrigerat per aire. 649 kW

### Prestacions de vol
- Velocitat màxima: 435 km/h (235 nusos)
- Velocitat de creuer: 378 km/h (204 nusos)
- Sostre de servei: 8.382 m (27.500 peus)
- Autonomia: 1.014 km (547 mn)

### Armament
- Metralladores: 2 metralladores de calibre 7,62 + 2 canons automàtics de calibre 20 mm
- Bombes: Fins a 340 kg de bombes